# Le Chemin sauvage
Le Chemin sauvage est un roman suisse, en langue française, de Jean-François Haas, publié par les Éditions du Seuil, en 2012.

## Trame narrative
Le livre raconte, chronologiquement, une année de la vie d'un enfant scolarisé, l'année de ses douze ans, dans un petit village de la campagne suisse francophone. L'action se situe en 1963 ou 1964 (pour deux brèves références, l'une aux risques de destruction réciproque à la suite de la crise des missiles de Cuba et l'autre à la catastrophe du barrage de Mattmark (1965). Le lecteur ne connaît ni le nom ni le prénom du personnage principal, et narrateur, ni les noms des lieux (à part les lointains G*** ou V***), connus de l'auteur, et peut donc supposer une part d'autobiographie ou d'autofiction. L'épilogue et la postface précisent des données extérieures à cette année-là, dont le suivi de certains personnages sur une cinquantaine d'années : le récit est situé et daté Courtaman (devenu Courtepin, Canton de Fribourg), 24 octobre 2009 — 10 mai 2011 (p. 325).
La famille est pauvre, et habite une petite maison, le père est employé d'usine (en 3x8), syndicaliste chrétien, et circule à bicyclette, la mère (autrefois misée) n'a pas d'activité salariée signalée, le fils aîné est mort à onze ans, alors que le cadet en avait neuf. 
Le fils survivant est donc souvent seul, ou plutôt il est toujours accompagné de son frère, mon grand frère dans la première partie, mon petit frère / mon jeune frère dans la seconde partie, puisqu'il n'aura jamais eu douze ans. Dans sa solitude habitée (mon frère me visita soudain), il joue (sans panoplie et donc sans violence) à la guerre, dans tous les rôles, telle que son grand-père (tout jeune soldats suisse mobilisé) lui a raconté la reddition le 1er février 1871 de 87 847 soldats français, aux Verrières, à la fin de la Guerre franco-allemande de 1870, sous le commandement du général Bourbaki, ou son père fermant les yeux d'un soldat français mourant dans ses bras.
La brusque arrivée de Tonio surprend, mais leur entente immédiate et francophone entraîne la concorde, l'amitié. Chacun veut tout dire à l'autre, la fierté envers le père, héroïque. On joue à toutes les guerres, au bord de la rivière à galets. Le camp des travailleurs italiens est un ancien camp de prisonniers, de guerre ou pas, français, russes, juifs, autres. Et les enfants passent sous le chêne du pendu, là où un prisonnier de guerre russe s'est suicidé pour ne pas être renvoyé en Russie, vers 1943, ne se fiant pas aux promesses d'amnistie de Staline.
Les Italiens du camp, malgré leurs yeux de loup, sont accueillants, parlent, offrent. En début de soirée, on va à la laiterie chercher les bidons de lait de la famille, et on rencontre les gens du village, des hameaux, de l'orphelinat. Au cimetière, autour de l'église, sur la tombe du frère, le prêtre fait appel au gamin pour aider à préparer le feu nouveau. On  cueille des primevères pour mêler au foin pour tapisser les paniers d'osier ou les boîtes en carton pour que le lapin de Pâques y dépose des œufs (durs et peints, ou en sucre, ou en chocolat).
La brusque arrivée de Tonio surprend, mais leur entente immédiate et francophone entraîne la concorde, l'amitié. Chacun veut tout dire à l'autre, la fierté envers le père, héroïque. On joue à toutes les guerres, au bord de la rivière à galets, ou au bord de l'étang. Le camp des travailleurs italiens est un ancien camp de prisonniers, de guerre ou pas, français, russes, juifs. Et les enfants passent sous le chêne du pendu, là où un prisonnier de guerre russe s'est suicidé pour ne pas être renvoyé en Russie vers 1943, ne se fiant pas aux promesses d'amnistie de Staline.
L'innocence des enfants s'accompagne de leur vulnérabilité : Myriam, réputée forte tête à l'orphelinat, a été misée par la ferme du Grâbe et, pour Myriam, Julien paraît moins menaçant que le grand-père. Myriam songe déjà à fuir. Il rêve de creuser une grotte pour elle. Le lendemain, il lui offre le roman Heidi (1880, Johanna Spyri), et retrouve Antoine comme compagnon d'école. Et il attaque seul la molasse avec le ciseau de maçon et la massette de son père. Plus tard, il entraîne Tonio et Rémi à la molasse : on serait trois chevaliers errants (p. 82). Myriam étant trop souvent en retard à l'école (pour son travail), on informe qui de droit, l'instituteur, le curé, et celui-ci lui ramène une bicyclette presque neuve.
Les vanniers, le vieux couple de bohémiens, est à nouveau en forêt avec leur roulotte : ils lui proposent d'apprendre à faire des paniers pour les vendre, pour se faire de l'argent et payer un billet de train à Myriam pour qu'elle rejoigne sa mère à G***. L'armée fait un exercice dans le canton, les dragons (infanterie à cheval) sont installés au Grâbe : bazooka, chars, dragons, fantassins... Les garçons sont tous excités. Nous sommes prêts à arrêter les ennemis.[...] Mais qui était l'ennemi (p. 116) ?
Myriam chante, mais elle est blanche, peut-être battue. elle finit par lui avouer que le soir un dragon est monté dans sa chambre, mais que le plus sournois est le grand-père, avec ses caresses... C'est déjà le congé des foins, courant juin. Enzo sort le plus discrètement possible avec la sœur de Julien. Gagrgou le vagabond est embauché pour les foins, et il soigne sa rage de dents chez le forgeron. Mais une grotte a bien existé avant : un chercheur d'or y serait devenu fou, et enseveli dans un éboulement. Le grand-père de Julien a recommencé, et Myriam est allée dormir à la grotte. Une bagarre oppose les Italiens et des gens du village, à propos de la fille du Grâbe. Et pour la fête, un étudiant du village d'à côté a eu un geste avec mon neveu. Les esprits s'échauffent.
Le garçon demande aux vanniers de l'aider à cacher Myriam : ils ne refusent pas mais savent qu'ils seraient les premiers ciblés par la police, d'autant plus que leur propre fils leur a été enlevé il y a 33 ans. Le garçon se promène avec Myriam à l'étang, mais le dragon, en civil (polo à rayure) et en Studebaker leur bloque plusieurs fois le passage.
Myriam a disparu. Le Grâbe n'en informe personne. L'instituteur inquiet demande aux garçons de lui porter ses devoirs... Le gendarme, le policier (Bob Morane), l'interrogatoire. Il rêve que Myriam est partie en Camargue retrouver sa mère, avec Crin-Blanc. Des battues sont organisées, une scolaire, une adulte. Le trio poursuit les recherches. Le bouvier bernois que Myriam appréciait est une nouvelle piste. Un jour d'orage, à l'abri, il se remet à écrire. D'autres enfants se sont abrités dans la grotte, ont creusé, ont trouvé un corps (p. 171), la gamine du Grâbe.
Une fois au moins, avec son père, sa mère, son frère, en barque, près d'une roselière, ils ont eu peur : des nids vides, deux gros silures. La procession du 15 août a une autre solennité, en hommage à Myriam, mais l'un des deux gardes suisses, oncle de Julien, brise l'ambiance. Le corps de Myriam est enterré à G***, sans la mère disparue. Interrogatoires et confrontations reprennent. Enzo est arrêté, interrogé, libéré. Le vieux à la trompette (et à a chanson de Gelsomina (La strada, 1954). Les gens continuent à se détourner des parents, au mieux soupçonnés d'avoir mal élevé leur fils, au pire d'être de mauvais Suisses. Bientôt arrivent incivilités, brimades, attaques, contre le trio puis contre les parents : cahier taché, verre dans l'encrier, la guerre qu'on nous livrait se déplaça (p. 226), vélo câble de frein saboté, fleurs saccagées devant la maison.
À la Bénichon, la grande fête de la fin des récoltes (comme en témoignent les rédactions et les discussions des élèves), Enzo est invité par les parents, et le narrateur embauché pour tenir le stand de casse-pipe le temps d'un repas, il entend un de ses cousins (p. 242) se vanter d'avoir, avec la société de jeunesse (15-20), ébloui, surpris, enlevé, interrogé (à la grotte de molasse), déshabillé, flagellé, torturé, et abandonné (tous vêtements brûlés) l'étudiant à tendances homosexuelles pour le dissuader de revenir. Le curé accuse le président de cette société (barbares, voyous), le jeune porte plainte, le narrateur est emmené chez sa tante à N***. Il y apprend qu'Antoine serait la fille de Solange, qui a dû se séparer de son fils auprès de son frère le meunier, et que police et justice sont bien impuissants contre la mafia des bons Suisses.
De retour après ces courtes vacances, tout s'accélère : Tonio est arrêté comme passager clandestin dans un train vers G***, Enzo annonce son départ (presque forcé) pour un autre chantier dans le Valais, les trois pots de chrysanthème sur la tombe du frère à la Toussaint sont fracassés, le cadenas de l'armoire du père à l'usine est fracturé et ses vêtements civils frottés avec un cadavre de chien mort, et à la suite d'une altercation le père est poussé à partir, le curé est convoqué à l'évêché...
L'enfant, à qui l'école a appris que la Suisse était « un îlot de paix au milieu de la tempête » (p. 116), sans perdre son admiration et son envie envers les grands, les adultes, commence à avoir sérieusement peur. Pour Noël, après la recherche du sapin avec le père, il pense aux enfants massacrés sur l'ordre d'Hérode. Bien sûr, la famille va déménager en ville à F***, et le fils entrer au collège, « ce qui était un privilège. Et Rémi allait étudier aussi. Et Tonio » (p. 290). Et le père (notre saint-bernard) impose en invité un mendiant au sortir de la messe de minuit, le père de Tonio. 
Vers Pâques de l'année suivante, le simplet du village voisin, un peu infirme, Paulin, est arrêté comme exhibitionniste et assassin présumé de Myriam.
L'épilogue livre quelques ajustements, à l'occasion, cinquante ans plus tard, de la venue d'Angelo, pour ses quatre-vingts ans, avant qu'il ne reparte définitivement au pays : c'est fini, la jeunesse. Enzo, échappé de peu à la catastrophe du barrage de Mattmark le 30 juin 1965, coupable d'avoir survécu, est parti en Argentine, s'est effacé. Tonio aussi a disparu. Rémi est mort à 26 ans, suicidé, graphiste, laissant une bande dessinée illustrant l'histoire des bourbakis, et motivant la rencontre avec Paulin libéré et racontant sa version des faits. Enfin, Julien, visité en phase terminale de cancer, finit par le rappeler, via l'aumônier, pour un ultime aveu.

## Personnages
- X, deux ans et demi plus jeune que son frère mort
  - les deux parents
  - les cousins, oncles, tantes
- Antonio, Tonio, Antoine, 12 ans : le nouvel ami, placé par sa mère chez le meunier, oncle et parrain, et dont le père est ingénieur au barrage d'Assouan
- Rémi, 12 ans, l'ancien ami, avec des yeux de chien fidèle, et qui dessine si bien l'hydravion, les scènes de guerre
- Julien, 14 ans, le plus jeune fils de la ferme du Grâbe
- Myriam, 12-13 ans, pensionnaire de l'orphelinat, puis placée par mise à la ferme du Grâbe
- les ouvriers Italiens du chantier du barrage local : Enzo, Angelo, et les autres
- le gendarme, le policier (Bob Morane), le juge d'instruction, et les autres
- Paulin, simple d'esprit, témoin des derniers instants de Myriam, inculpé, condamné, et gaucher pourtant

## Mise
La mise des enfants n'est en revanche pas une fiction ; elle a existé jusqu'en 1930 et s'est encore pratiquée hors la loi dans les années suivantes, plus ou moins ouvertement. J'ai pris la liberté (p. 327)... Des enfants de familles pauvres sont légalement enlevés à leurs parents et placés en orphelinats ou en familles, surtout en fermes, pour un travail obligatoire non rémunéré. Le lundi de Pâques, dans les communes, une mise aux enchères inversée se déroule : un premier preneur déclare la somme que la commune aura à lui payer pour prendre un jeune, un second acquéreur propose une somme inférieure, le dernier miseur remporte le ou la jeune personne (p. 40-42). La mère du narrateur a été un de ces enfants placés, et Myriam, qui semble avoir encore sa mère, en devient une.

## Éditions
- Le Chemin sauvage, éditions du Seuil, 2012, 478 pages  (ISBN 978-2-02-106-124-6)

## Titre
Tonio posa sa main sur mon bras « Les pas ? Tu entends ? » qui continuent. Qui s'arrêtent. Je chuchote : « C'est derrière les arbres, par là. » Nous avons ramassé des pierres, des bouts de bois, que nous avons lancés. [...] Mais rien n'a bougé. Il n'y a même pas eu la fuite affolée d'un animal ou d'un oiseau (p. 26).
Ce chemin forestier est, pour ces enfants, habité, menaçant. Ce thème est répété, avec divers développements : bien sûr, il n'y a plus de loup, il reste que quelqu'un (de puissant) nous épie, veut nous faire du mal.
Rémi invente la formule : « Les arbres, comme ça, dans la nuit,on dirait des bêtes sous-marines avec des tentacules, ou des algues carnivores géantes » (p. 64). Comme la pieuvre qui surprend Gilliat dans Les Travailleurs de la mer (1866, de Victor Hugo). 
Mais Paulin, qui espionne, est diablement innocent, lui aussi, comme beaucoup d'accusés.

## Réception
Les recensions francophones sont bonnes,,.
La Suisse éternelle se fabrique aussi à partir de traumatismes enfantins (la mort ne me laissait pas tranquille, (p. 22) ), de rêves bloqués par les réalités sociales (cette pauvre angoisse des pauvres, qui condamnait nos rêves, (p. 279), d'amitié, de solidarité (accueil de réfugiés, fleurissement de la tombe du frère après la destruction : et la colère se répandit dans le village, une douzaine de pots. Des chrysanthèmes blancs, mais aussi des roses, des jaunes, des mordorés), de chauvinisme, d'exclusion, de courant dominant, de rumeur. Les enfants sont riches de rêves, capables d'enchantement, mais trop souvent sont rattrapés trop vite par le réel. Les lectures enfantines (Oliver Twist, Heidi, la comtesse de Ségur, Bob Morane, ou encore la Bible) ne sont décidément pas à la hauteur.